# Tablette de Chamalières
La tablette de Chamalières, ou inscription de Chamalières ou plomb de Chamalières, est une tablette de plomb de six centimètres sur quatre, découverte en 1971 à Chamalières (Puy-de-Dôme), lors des fouilles de la source des Roches. Le texte est écrit en langue gauloise avec des lettres cursives latines. C'est l'un des plus longs textes en gaulois, d'une importance capitale pour la compréhension de cette langue. Il s'agit d'un texte de caractère magique, appartenant à la catégorie des tablettes de défixion ; il invoque le dieu celtique Maponos. Il est exposé, avec le matériel de la source des Roches, au sous-sol du musée Bargoin, à Clermont-Ferrand.

## Dénomination
La tablette de Chamalières est également appelée plomb de Chamalières, mais cette première appellation est la plus répandue.

## La tablette

### Circonstance de la découverte
Entre 1968 et 1971 a lieu la fouille de sauvetage du sanctuaire de la source des Roches à Chamalières dans la banlieue de Clermont-Ferrand. Ce haut lieu religieux de la cité des Arvernes est essentiellement connu pour avoir livré une quantité inégalée d'ex-votos de guérison en bois. La tablette de défixion a été découverte le 15 janvier 1971 au milieu d'un amas de ces ex-votos.

### Description de la tablette
Datée de la période julio-claudienne par son environnement archéologique, la tablette est un petit rectangle de plomb de 6 × 4 cm, elle est dotée d'une anse en queue-d'aronde. Les deux faces sont soigneusement polies bien que le texte n'en occupe qu'une seule. Tout porte à croire que le support a été soigneusement préparé.
Le texte compte douze lignes, écrites en cursive latine. Les lettres sont néanmoins de petite taille, de 1 à 2 millimètres, ce qui permet à ce texte d'être l'un des plus longs que l'on connaisse en langue gauloise, bien que la surface utilisable soit limitée. Ce texte compte en effet 60 mots, écrits à l'aide de 336 caractères. On constate par ailleurs qu'un intervalle plus important sépare les deux premières lignes du reste du corps du texte.

### Objets similaires
Il existe d'autres objets du même ordre qui ont été retrouvés en fouille. Parmi ceux-là, les plus connus sont :
- le plomb du Larzac, découvert en 1983 à L'Hospitalet-du-Larzac, sur l'ancien territoire des Rutènes ;
- la tablette d'Eyguières, écrite en caractères grecs, probablement en raison de sa proximité avec Massilia, mais à la lecture délicate, du fait de l'enchevêtrement des lettres. Elle a été découverte sur le territoire des Salyens ;
- les lamelles de plomb d'Amélie-les-Bains, découvertes en 1845 au nombre de 6, et aujourd'hui perdues[4] ;
- le plomb de Lezoux, qu'il ne faut pas confondre avec le plat de Lezoux, a été retrouvé, comme le plomb de Chamalières, en territoire arverne. Ce n'est pas une tablette de défixion, il s'apparente davantage à une amulette.

On peut joindre à cette liste d'autres artefacts comme les tablettes de Rom, de Mondragon, des Martres-de-Veyre et de Monastère-sous-Rodez.
Plus récemment, six tablettes de défixion en plomb ont été découvertes lors d'une fouille préventive au Mans. Au moins l'une d'entre elles porte des inscriptions, de lecture difficile.

## Le texte

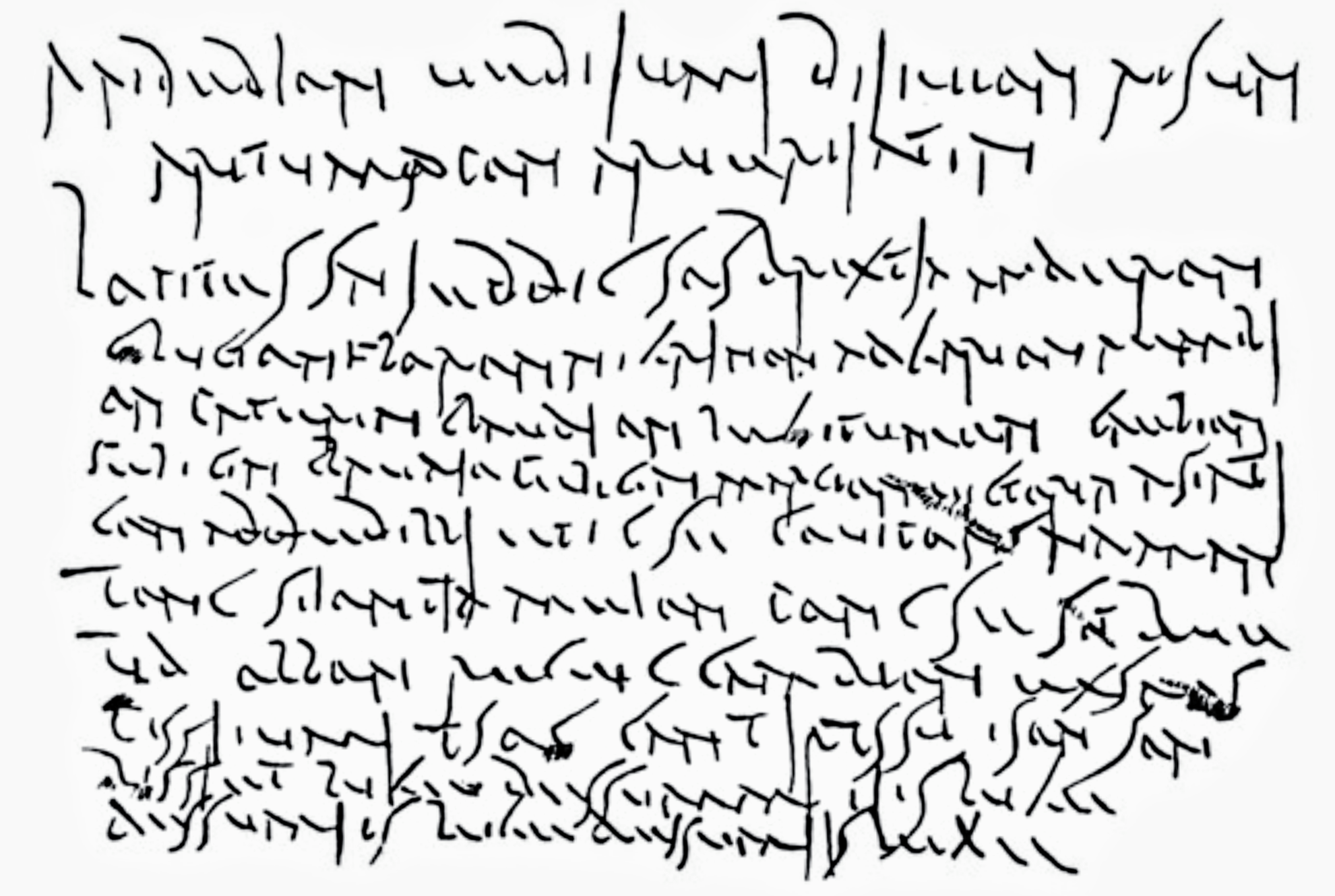
Restitution par Robert Marichal.

L'inscription de Chamalières a fait l'objet dès 1976 de premières tentatives de transcriptions, traductions et commentaires linguistiques par Michel Lejeune et Robert Marichal, Léon Fleuriot. De nouvelles transcriptions et traductions ont été proposées, en français par Jean-Paul Savignac et surtout Pierre-Yves Lambert,,, , en anglais par Karl Horst Schmidt, Patrick L. Henry, John T. Koch, Bernard Mees, Garrett S. Olmsted.  Kris Hughes compare dans une vidéo cinq traductions anglaises.
La fin du texte reste mal comprise, et la traduction n'en est pas assurée. Pour les uns, l’auteur voue aux divinités infernales des personnages aux noms romains ou romanisés ; pour d’autres, il s’agirait d’une invocation à une source bénéfique pour un changement dans un contexte de guerre,, ou une tentative de ramener du côté des Gaulois le dieu Maponos à l’occasion de conflits ou encore, soit une incantation soit une défixion garantissant un serment.

Fleuriot traduit ainsi le début du texte par 

« J’allie l’immortel divin Maponos Arverne par cet écrit magiquement fort »

Lambert propose en 1979 

« Je soumets à la Bonne Force des Dieux et des Ande‑dii Maponos Qui‑Donne‑satisfaction pour que tu dises pour nous et pour eux, les formules magiques des enfers »

 et en 1994 

« J’invoque Maponos arveriiatis par la force des dieux d’en‑bas ; que tu les [...] et que tu les tortures [toi], par la magie des [dieux] infernaux »

.

### Dans la culture populaire
En 2009, le groupe de folk metal suisse Eluveitie reprend le texte dans son morceau Dessumiis Luge (album Evocation I - The Arcane Dominion) et quelques années plus tard les deux premières lignes pour Spirit.